# Helmut Sonnenfeldt

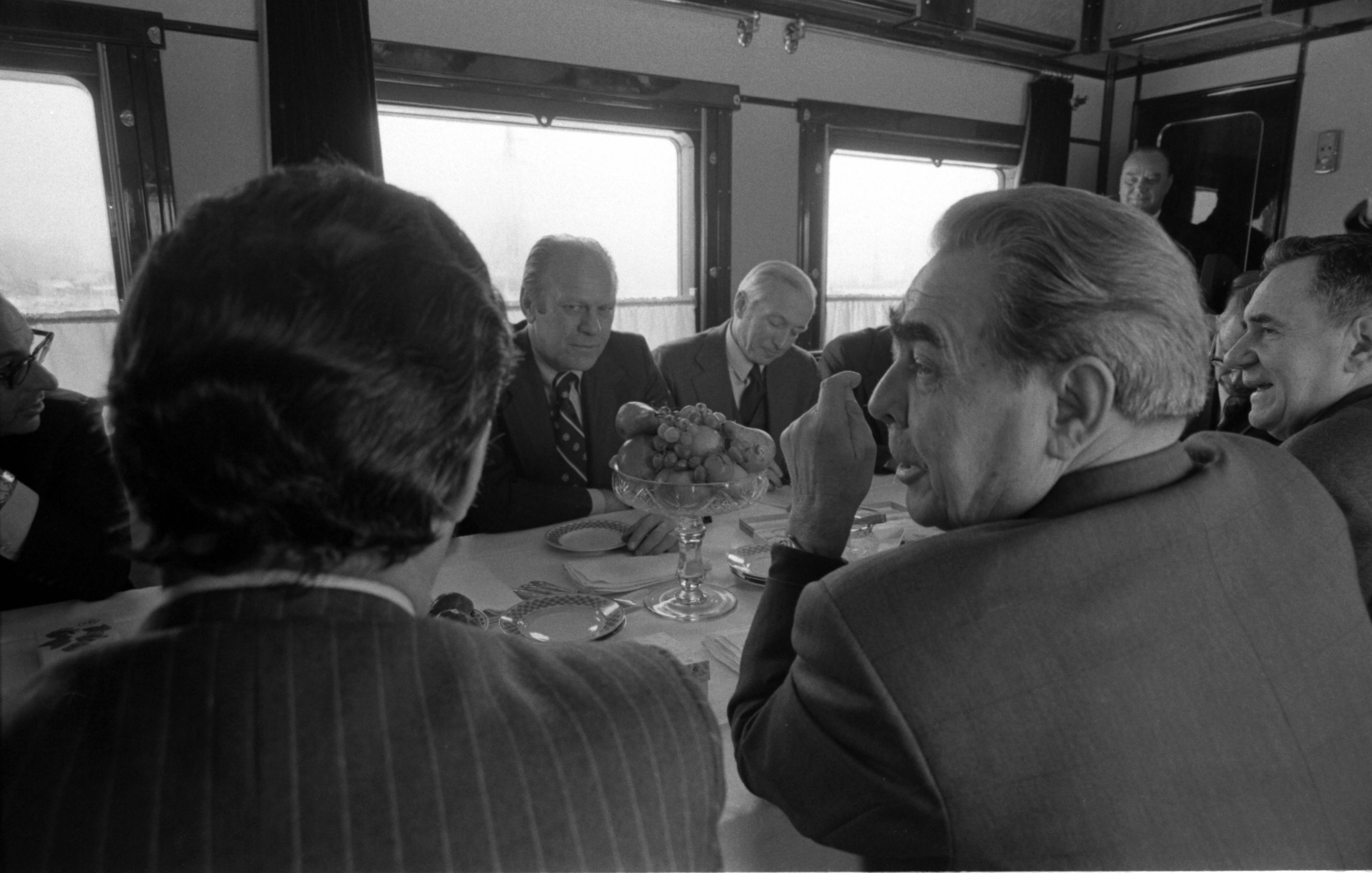
US-Präsident Ford und sowjetische Staatschef Breschnew während der Zugfahrt zu Gesprächen über Rüstungsbegrenzung (SALT) in Wladiwostok, am 23. November 1974. Anwesend sind die Außenminister Kissinger und Gromyko, die Botschafter Anatoli Dobrynin und Victor Sukhrodeve, Sonnenfeld (rechts neben Ford) und der Botschafter Walter Stoessel.

Helmut Sonnenfeldt (* 13. September 1926 in Berlin; † 18. November 2012 in Chevy Chase) war ein US-amerikanischer Regierungsbeamter. Obwohl er nie Präsident oder Außenminister war, hatte er die seltene Ehre, dass eine diplomatische Philosophie nach ihm benannt wurde: die Sonnenfeldt-Doktrin, die im Kalten Krieg für eine friedliche Koexistenz mit der UdSSR eintrat.

## Leben

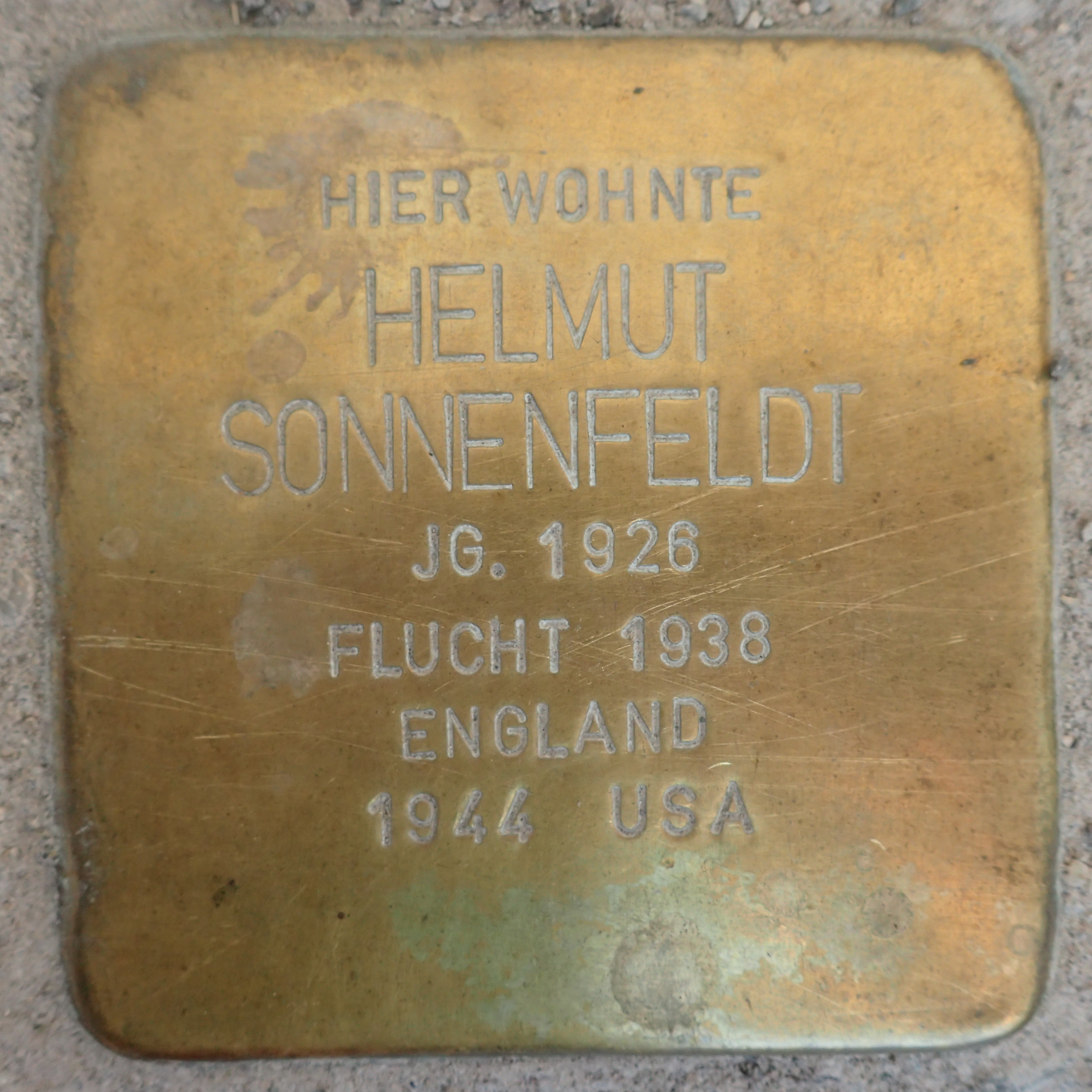
Stolperstein für Helmut Sonnenfeldt in Gardelegen

Sonnenfeldt wurde als Sohn des angesehenen Ärzte-Ehepaares Walter und Gertrud Sonnenfeldt in Berlin geboren. Sein Vater stammte aus Gardelegen. Als Sonnenfeldt sechs Jahre alt war, kamen die Nazis an die Macht. Seine jüdischen Eltern kamen 1938 zu dem Schluss, dass die Zukunft in Nazi-Deutschland nichts als Bedrohung bereithielt. Sie schickten ihn und seinen älteren Bruder Richard W. Sonnenfeldt nach England. Dort besuchten sie das von Anna Essinger gegründete Internat Bunce Court School. Es war der erste Schritt, um die gesamte Familie zu evakuieren. 1944 fand er den Weg in die USA, deren Staatsbürger er 1945 wurde.
1945 diente Sonnenfeldt bei den Besatzungstruppen der Alliierten in der amerikanischen Besatzungszone. Dort lernte er Henry Kissinger, der damals für den US-Militärgeheimdienst tätig war, kennen und freundete sich mit ihm an.
Nach seiner Rückkehr in die USA studierte Sonnenfeldt internationale Beziehungen an der Johns Hopkins University und schloss diese 1951 mit einem Master ab. Im folgenden Jahr trat er als Spezialist für sowjetische und osteuropäische Angelegenheiten in das Außenministerium ein. Er behielt die ganze Zeit Kontakt zu Kissinger. Er wurde 1969 zu seinen Assistenten im Weißen Haus ernannt, nachdem Kissinger vom neu gewählten Präsidenten Richard Nixon zum nationalen Sicherheitsberater ernannt wurde.
Im Jahr 1976 sprach er sich in der nach ihm benannten Sonnenfeldt-Doktrin für eine friedliche Koexistenz mit der Sowjetunion und die Akzeptanz des Einflusses der UdSSR in Osteuropa aus. Sonnenfeldt und Kissinger reagierten auf Willy Brandt. Brandt, ab September 1969 westdeutscher Bundeskanzler, hatte mit seiner Ostpolitik eine Entspannungspolitik im Kalten Krieg begonnen, indem er engere Beziehungen zwischen den Deutschen (BRD–DDR) und eine Aussöhnung mit den ehemaligen Kriegsgegnern Polen (Kniefall von Warschau) und der Sowjetunion forderte.
Wegen seiner engen Zusammenarbeit mit Henry Kissinger und seines Einflusses auf dessen Politik als Kissingers Berater wurde Sonnenfeldt „Kissingers Kissinger“ genannt und galt als eine der wichtigsten Persönlichkeiten der US-amerikanischen Außenpolitik in dieser Zeit.